# Districtul Bang Nam Priao
Bang Nam Priao (în thailandeză บางน้ำเปรี้ยว) este un district (Amphoe) din provincia Chachoengsao, Thailanda, cu o populație de 86.580 de locuitori și o suprafață de 498,659 km².